# Список первых цветных фильмов
Ниже представлен список первых цветных полнометражных кинофильмов (включая в основном чёрно-белые фильмы, которые имеют несколько цветных сцен-вставок). С 1936 года трёхплёночный процесс Техниколор прочно утвердился в качестве фаворита крупных киностудий, и цветные фильмы перестали быть редкостью.
Примерно половина из перечисленных ниже фильмов считаются утерянными. Несколько картин из списка сохранились не полностью или только в чёрно-белых копиях, сделанных (с цветного оригинала) для телевизионного вещания в 1950-х годах.
В список не включены «колоризированные фильмы».
В целях разумности охвата списка ниже указаны только те цветные фильмы, премьера которых состоялась до 1 января 1926 года.

## Предыстория
Первые попытки производства цветных фильмов включали в себя либо широкое окрашивание плёнки с помощью смывок или ванночек с красителями, либо кропотливую ручную покраску определённых областей каждого кадра фильма прозрачными красителями (ручным раскрашиванием занимались в основном женщины, используя мощные увеличительные стёкла и кисточки толщиной в один верблюжий волос). Основанные на трафарете методы, такие как Pathécolor, были трудозатратной альтернативой, если нужно было раскрасить много копий фильма: каждый краситель наносился по всему отпечатку с использованием соответствующего трафарета, чтобы ограничить краситель выделенными областями каждого кадра. Поскольку прозрачные краски не влияли на чёткость или детализацию изображения, видимого на экране, результат мог выглядеть довольно натуралистично, но выбор того, какие цвета использовать и где, делался человеком, поэтому они могли быть весьма произвольными и не особо похожими на реальные цвета.
Технология Эдварда Тёрнера, опробованная в 1902 году, была первой для получения полного естественного цвета на киноплёнке, но она оказалась механически непрактичной. Упрощённая двухцветная версия, представленная как Kinemacolor в 1908 году, имела некоторый успех в течение нескольких лет, но требовавшийся для неё специальный проектор и присущие ему серьезные технические дефекты привели к полному отказу от этой технологии в 1914 году. Техниколор, первоначально также двухцветный процесс, способный воспроизводить только ограниченный диапазон оттенков, был представлен в 1922 году и вскоре стал наиболее широко используемым из нескольких подобных процессов, доступных в 1920-х годах.

## Список
Сортировка по умолчанию — хронологическая. Также любой столбец можно упорядочить по алфавиту / в обратном порядке и по возрастанию / убыванию, нажав на заголовок столбца.

### 1903—1919
| Год  | Название (рус. / ориг.)                                                       | Страна         | Режиссёр                         | Технология раскрашивания            | Комментарии, ссылки |
| ---- | ----------------------------------------------------------------------------- | -------------- | -------------------------------- | ----------------------------------- | --- |
| 1903 | Жизнь и страсти Иисуса Христа La Vie et la passion de Jésus-Christ            | Франция        | Люсьен Нонге Фернан Зекка        | Патехром                            | Выпущен не как отдельный полнометражный фильм, а как 32 отдельных короткометражных фильма в трёх разных группах и снятых в разное время. |
| 1912 | С нашим королём и королевой через Индию With Our King and Queen Through India | Великобритания | В титрах не указан, неизвестен   | Kinemacolor                         | Документальный фильм. Также широко известен под названием «Делийский дарбар». |
| 1912 | Чудо The Miracle                                                              | Великобритания | Мишель Антуан Карре Черри Киртон | Патехром                            | Фильм не предполагалось показывать как обычный фильм традиционным способом, но было задумано Джозефом Менченом для показа как часть «Лирической пьесы». Это было необычное (если не беспрецедентное) зрелищное театральное представление, которое — в его наиболее продуманном и полном выражении — включало в себя: спроецированный цветной фильм; симфонический оркестр и хор в натуральную величину, исполняющие партитуру Энгельберта Хумпердинка; живые звуковые эффекты (церковные колокола и шум толпы); декорации вокруг проекционного экрана, которые менялся во время представления; живые (роли без слов) актёры и танцоры в средневековых костюмах. Раскрашиванием ленты занималось 70 человек. |
| 1914 | Мир, плоть и дьявол The World, the Flesh and the Devil                        | Великобритания | Ф. Мартин Торнтон                | Kinemacolor                         | |
| 1914 | Маленький лорд Фаунтлерой Little Lord Fauntleroy                              | Великобритания | Ф. Мартин Торнтон                | Kinemacolor                         | |
| 1915 | Британия подготовилась Britain Prepared                                       | Великобритания | Чарльз Урбан                     | Kinemacolor (вставки)               | Пропагандистский фильм. Снят по заказу тайной британской пропагандистской организации «Бюро военной пропаганды» (ныне более известной как Дом Веллингтона). |
| 1916 | Женщина Жанна Joan the Woman                                                  | США            | Сесил Демилль                    | Handschiegl color process (вставки) | «Первое кинематографическое зрелище о Жанне д’Арк». |
| 1917 | Пропасть между The Gulf Between                                               | США            | Рэй Физиок                       | Техниколор                          | Единственная лента с фильмом сгорела при пожаре в 1961 году. |
| 1917 | Дьявольский камень The Devil-Stone                                            | США            | Сесил Демилль                    | Handschiegl color process (вставки) | |
| 1918 | Ловля Купидона на удочку Cupid Angling                                        | США            | Луи Шоде                         | Douglass Natural Color              | |

### 1920—1925
| Год  | Название (рус. / ориг.)                               | Страна           | Режиссёр               | Технология раскрашивания                                      | Комментарии, ссылки |
| ---- | ----------------------------------------------------- | ---------------- | ---------------------- | ------------------------------------------------------------- | --- |
| 1920 | Остров сокровищ Treasure Island                       | США              | Морис Турнёр           | Ручное раскрашивание                                          | |
| 1920 | Римские свечи Roman Candles                           | США              | Джек Пратт             | Handschiegl color process (вставки)                           | |
| 1920 | Путь на Восток Way Down East                          | США              | Дэвид Гриффит          | Техниколор (вставки)                                          | Также широко известен под названиями «Далеко на Востоке» и «Водопад жизни». Ныне сохранился только в чёрно-белом варианте. |
| 1921 | Три мушкетёра The Three Musketeers                    | США              | Фред Нибло             | Handschiegl color process (вставки)                           | В 2021 году фильм был отреставрирован. |
| 1922 | Жертвы моря The Toll of the Sea                       | США              | Честер М. Франклин     | Техниколор                                                    | Первый полнометражный фильм Техниколор, который не требовал использования специального проектора для показа. |
| 1922 | Сделка вслепую A Blind Bargain                        | США              | Уоллес Уорсли          | Handschiegl color process (вставки)                           | Один из самых востребованных утерянных фильмов в карьере Лона Чейни. |
| 1922 | Славное приключение The Glorious Adventure            | Великобритания   | Джеймс Блэктон         | Prizma                                                        | |
| 1922 | Пламя страсти Flames of Passion                       | Великобритания   | Грэм Каттс             | Prizma (вставки)                                              | Первый послевоенный британский фильм, который был продан в США. |
| 1922 | Глупые жёны Foolish Wives                             | США              | Эрих фон Штрогейм      | Ручное раскрашивание (вставки)                                | Эротический фильм. Самый дорогой фильм в истории кинематографа на тот момент: его бюджет составил 1 100 000 долларов (ок. 16,8 млн долларов в ценах 2022 года). Режиссёр запланировал длину картины в 360-600 минут, но руководство выступило против, поэтому лента получилась длиной 117 минут (142 минуты в отреставрированном варианте).                                                               |
| 1923 | Красные огни Red Lights                               | США              | Кларенс Г. Бэджер      | Handschiegl color process (вставки)                           | Фильм-тайна. |
| 1923 | Десять заповедей The Ten Commandments                 | США              | Сесил Демилль          | Техниколор (вставки), Handschiegl color process (вставки)     | При огромном бюджете в 1,5 млн долларов (ок. 24,5 млн долларов в ценах 2022 года), в прокате фильм собрал 4,2 млн долларов. |
| 1923 | Ярмарка тщеславия Vanity Fair                         | США              | Хьюго Баллин           | Prizma (вставки)                                              | |
| 1923 | Королева-девственница The Virgin Queen                | Великобритания   | Джеймс Блэктон         | Prizma (вставки)                                              | |
| 1923 | Майские дни Maytime                                   | США              | Луи Ганье              | Техниколор (вставки)                                          | Пятая (из 59) роль в кино Клары Боу. |
| 1924 | Незваный гость The Uninvited Guest                    | США              | Ральф Инс              | Техниколор (вставки)                                          | |
| 1924 | Цитерия Cytherea                                      | США              | Джордж Фицморис        | Техниколор (вставки)                                          | |
| 1924 | Странник по пустошам Wanderer of the Wasteland        | США              | Ирвин Уиллат           | Техниколор (вставки)                                          | Первый цветной вестерн. |
| 1924 | Венера Южных морей Venus of the South Seas            | США              | Джеймс Р. Салливан     | Prizma (вставки)                                              | В главной роли — известная пловчиха Аннет Келлерман. Съёмки прошли в Новой Зеландии. Большое количество (для того времени) подводных съёмок. |
| 1924 | Наследие пустыни The Heritage of the Desert           | США              | Ирвин Уиллат           | Техниколор (вставки)                                          | |
| 1924 | Алчность Greed                                        | США              | Эрих фон Штрогейм      | Handschiegl color process (вставки)                           | Режиссёр снял картину длиной более 540 минут, но руководство такой формат не устроил, поэтому лента была сокращена до 140 минут (239 минут в отреставрированном варианте); лишь 12 человек успели посмотреть этот фильм в полной режиссёрской версии. Фильм провалился в прокате: бюджет — 665 603 доллара, сборы — 274 827 долларов, однако позднее был признан одним из лучших в истории кинематографа. |
| 1924 | Так это брак? So This Is Marriage                     | США              | Хобарт Хенли           | Техниколор (вставки)                                          | |
| 1925 | Бен-Гур: история Христа Ben-Hur: A Tale of the Christ | США              | Фред Нибло             | Техниколор (вставки)                                          | |
| 1925 | Сирано де Бержерак Cyrano de Bergerac                 | Италия · Франция | Аугусто Дженина        | Патехром                                                      | IMDb указывает, что премьера фильма состоялась 30 ноября 1923 года (во Франции, в чёрно-белой версии); однако ещё два года ушло на раскрашивание фильма — именно в таком, наиболее запомнившемся, формате состоялась его премьера в Японии, США и Франции (ре-релиз) в 1925 году. |
| 1925 | Призрак Оперы The Phantom of the Opera                | США              | Руперт Джулиан         | Техниколор (вставки), Kelley Color, Handschiegl color process | |
| 1925 | Весёлая вдова The Merry Widow                         | США              | Эрих фон Штрогейм      | Техниколор (вставки)                                          | Одно из первых появлений на экране (до прихода славы, без указания в титрах) Джоан Кроуфорд и Кларка Гейбла. |
| 1925 | Увлечённая сценой Stage Struck                        | США              | Аллан Двон             | Техниколор (вставки)                                          | |
| 1925 | Хорошенькие леди Pretty Ladies                        | США              | Монта Белл             | Техниколор (вставки)                                          | |
| 1925 | Его высший момент His Supreme Moment                  | США              | Джордж Фицморис        | Техниколор (вставки)                                          | |
| 1925 | Большой парад The Big Parade                          | США              | Кинг Видор Джордж Хилл | Техниколор                                                    | Один из лучших фильмов о Первой мировой войне. |
| 1925 | Великолепная дорога The Splendid Road                 | США              | Фрэнк Ллойд            | Handschiegl color process (вставки)                           | |
| 1925 | Семь шансов Seven Chances                             | США              | Бастер Китон           | Техниколор (вставки)                                          | Режиссёр фильма также исполнил в нём главную роль. Одно из первых появлений на экране (без указания в титрах) будущей кинозвезды Джин Артур. |
| 1925 | Король Мэйн-стрит The King on Main Street             | США              | Монта Белл             | Техниколор (вставки)                                          | Фильм также широко известен под названием «Король». |
| 1925 | Огни старого Бродвея Lights of Old Broadway           | США              | Монта Белл             | Техниколор (вставки), Handschiegl color process (вставки)     | |
| 1925 | Павлиньи перья Peacock Feathers                       | США              | Свенд Гаде             | Техниколор (вставки)                                          | |

### Другие фильмы
Ниже перечислены несколько кинофильмов, которые с некоторыми оговорками также можно отнести к категории «первые цветные».
- 1908 — Визит к морю (Великобритания) — первый успешный цветной (короткометражный) кинофильм[29][30].
- 1909 — Ухарь-купец (Россия) — первый цветной (короткометражный) фильм кинематографа Российской империи; раскрашен вручную[31].
- 1939 — Волшебник страны Оз (США) — согласно широко распространённому заблуждению, является «первым цветным фильмом»[32][33].
- 1955 — К новому берегу (СССР) — первый цветной фильм латышской кинематографии, но в Латвии сохранилась только чёрно-белая копия фильма[34].